# Volxbibel

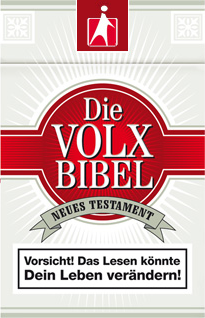
Volxbibelcover

Die Volxbibel ist eine Bearbeitung des Neuen und Alten Testaments in einer Sprache, die von Jugendlichen verstanden werden soll und Bezüge zur Moderne herstellt. Sie zählt zu den Kommunikativen Bibelübersetzungen und gilt als erste Bibel weltweit, die im Internet in einem Wiki unter einer Creative-Commons-Lizenz bearbeitet und sprachlich weiterentwickelt wird. Man bediente sich so des Crowdsourcing-Prinzips.
Die aktuelle Ausgabe des Neuen Testaments ist die „Volxbibel 4.0“. Das Alte Testament ist in zwei Bände aufgeteilt; der erste Band reicht vom Pentateuch bis zum Buch Ester, der zweite Band von Ijob bis Maleachi. Diese Bände sind bisher in der Version 1.0 erschienen. Eine Besonderheit ist, dass die Psalmen nahe ihrer ursprünglichen Bedeutung als Rap, Gedichte oder Lieder übertragen wurden und daher alle gereimt sind. Die Gesamtausgabe der Volxbibel, in der alle drei Bände mit der 4.0-Version des NT vereint wurden, erschien im Herbst 2012. Im Herbst 2014 erschien die erste Vollbibel der neuesten Version auf Dünndruckpapier (Bibelpapier). Als nächste Ausgabe ist die Version „Volxbibel 20X“ oder „Volxbibel Next Level“ in einer kompletten Neubearbeitung geplant.

## Entstehungsgeschichte
Inspiriert durch die Arbeit mit Jugendlichen in einem Kölner Jugendzentrum, begann Martin Dreyer, der Gründer der Jesus Freaks, einige Bibeltexte in die Alltagssprache der Jugendlichen zu übertragen. Im Laufe des Jahres 2004 wurde daraus das ganze Neue Testament der Volxbibel.
Zuerst wurde die Volxbibel, insbesondere von ihrem Autor, als Bibelübersetzung bezeichnet. Nach starker Kritik wird jetzt meistens die Bezeichnung „freie Übersetzung“ oder „Bibelübertragung“ verwendet. Ursprünglich sollte die Volxbibel im R. Brockhaus Verlag veröffentlicht werden. Wegen der Proteste wurde schließlich dafür ein eigener Verlag in der Stiftung Christliche Medien (SCM) gegründet, der „Volxbibel-Verlag“.
Die erste Ausgabe, „Version 1.0“ mit einer Auflage von 5.000 Stück, erschien am 5. Dezember 2005 und war nach 15 Tagen vergriffen. Im Januar 2006 wurden 35.000 Exemplare nachgedruckt. Im Mai 2007 durchbrach die Gesamtauflage die Grenze von 100.000 Exemplaren. 2012 wurde die Grenze der Viertelmillion durchbrochen. Die Volxbibel rangierte in der Spiegel-Bestsellerliste der religiösen Bücher im März 2006 auf Rang 2. Auf der vom evangelischen Nachrichtenmagazin IDEA geführten Bestsellerliste vom Mai 2006 war die Volxbibel unter den christlichen Büchern auf Platz 1. In der offiziellen deutschen Bestsellerliste der Kategorie Taschenbuch/Sachbuch schaffte es die Volxbibel im Juni 2006 auf Rang 39.
Im März 2006 erschien im selben Verlag ein Bibel-Hörbuch als CD. Ein „Anwenderhandbuch“ für den Gebrauch im Religionsunterricht wurde im April 2006 nachgereicht.
Seit dem 5. August 2006 ist das Volxbibel-Wiki online, um gemeinsam die Texte weiter zu bearbeiten.
Im März 2007 erschien das erste Update des Neuen Testaments, „Volxbibel 2.0“, in das Textbearbeitungen von Nutzern aus dem Wiki einflossen. Im Oktober 2008 kam die nächste Fassung, „Volxbibel 3.0“, auf den Markt. 2009 erschien die Ausgabe „Volxbibel 3.0 Reloaded“, in der vor allem eine begriffliche Angleichung an das Alte Testament vorgenommen wurde. Die Ausgabe „Volxbibel 4.0“ erschien mit der Gesamtausgabe im September 2012.
Im Mai 2009 wurde der erste Band des Alten Testaments der Volxbibel im Pattloch-Verlag veröffentlicht. Er reicht vom 1. Buch Mose bis zum Buch Esther. Am 3. Mai 2010 erschien der zweite Band.
Die Gesamtausgabe wurden in beiden Verlagen mit unterschiedlichen Buchcovern 2012 als sogenannte „Telefonbuchausgabe“ veröffentlicht, da sie auf Normalpapier gedruckt wurde und ein Gesamtgewicht von 1,6 kg aufweist. Nach Abverkauf wurde 2014 eine Auflage in Dünndruckpapier in drei verschiedenen Covern nachgelegt. 2017 erfolgte ein weiterer Nachdruck im Volxbibel Verlag, ebenfalls auf Dünndruckpapier.
Seit 2019 gibt es Volxbibel-Apps für iOS und Android-Smartphones im jeweiligen Appstore. Beide Versionen sind kostenlos und wurden von Usern eigenständig und honorarfrei programmiert.
Zurzeit arbeitet ein Team auf einer geschlossenen Google-Docs-Plattform an einer neuen Version mit dem Arbeitstitel „Volxbibel 20X“. Es handelt sich um eine komplette Neubearbeitung, die sowohl theologisch als auch textlich in einer weiteren Dimension arbeiten soll.

## Konzept
Ein Ziel des Volxbibel-Projekts ist es, dass die Sprache der Umgangssprache von Jugendlichen entsprechen soll, die keine christliche Sozialisation erfahren haben. Daher werden alle religiösen Fachbegriffe umschrieben. Dazu sollen alle Texte in Form eines Wikis laufend überarbeitet und aktualisiert werden, woran sich jeder Internetbenutzer beteiligen darf. In der Regel entstehen die Texte durch Neuformulierungen vorhandener deutscher Übersetzungen. Die im Volxbibel-Wiki gemachten Vorschläge werden so lange bearbeitet, bis in der Diskussion eine Einigung erzielt wurde. Vor dem Druck werden die gemachten Änderungen noch einmal von Theologen und dem Initiator Martin Dreyer in letzter Instanz geprüft und fließen ggf. in die nächste Print-Ausgabe ein. Einem Missbrauch soll durch namentliche Anmeldung und Überwachung durch Administratoren mit theologischem „Know How“ begegnet werden.
Genutzt wurde das MediaWiki 1.7.0, in dem mehrere Fassungen des gleichen Textes übereinanderliegen und bearbeitet werden können: die aktuelle Druckversion, die aktuelle Arbeitsversion und die zukünftige Druckversion. Änderungen sollen zuerst in der Arbeitsversion diskutiert und verändert werden. Erst dann kommen die Vorschläge mit breiter Zustimmung in die zukünftige Druckversion, wo sie immer noch veränderbar sind. Die aktuelle, von Theologen abgesegnete Druckversion kann nur von Administratoren mit gesonderten Schreibrechten verändert werden. Seit 2022 arbeitet man nun nach einem ähnlichen Prinzip auf einer Google-Docs-Plattform weiter. Diese ist für Smartphone optimiert.
In der Volxbibel werden die Anreden „Du“ und „Sie“ nach dem üblichen deutschen Sprachgebrauch verwendet – ein Novum. Gleichnisse und Gegenstände, die im Neuen Testament erwähnt werden, wurden in der Volxbibel teilweise in die heutige Zeit übertragen. Einige Gleichnisse wurden doppelt übersetzt: In einer Fassung wurde das ursprüngliche Bild beibehalten, in der anderen wurde auch das Bild durch einen Vergleich aus der heutigen Zeit übertragen und durch einen anderen Schrifttyp hervorgehoben. So wurde zum Beispiel das Gleichnis vom Sämann und dem Acker zum Gleichnis von der guten Software und der schlechten Hardware (siehe Volxbibel Matthäus 13,4 ff.).

## Beispiele aus der Volxbibel
| Volxbibel NT Version 1.0 | Luther 1984 | |
| --- | --- | --- |
| Matthäus Kapitel 5, Verse 13–16 | | |
| Kühlschränke und Licht – wie Christen in der Welt abgehen sollen | Salz und Licht | |
| 13 Ihr seid wie Kühlschränke für diese Welt, ohne euch würde alles Gute vergammeln. Wenn dieser Kühlschrank aber nicht mehr funktioniert, gehört er auf den Schrott, wo er verrotten soll. | 13 Ihr seid das Salz der Erde. Wenn nun das Salz nicht mehr salzt, womit soll man salzen? Es ist zu nichts mehr nütze, als dass man es wegschüttet und lässt es von den Leuten zertreten. | |
| 14 Auch sehe ich euch wie einen 1000-Watt-Halogenstrahler, der es hell macht in der Welt. Wenn eine Stadt oben auf dem Berg liegt, kann man ihre Beleuchtung nachts ja auch kilometerweit sehen. | 14 Ihr seid das Licht der Welt. Es kann die Stadt, die auf einem Berge liegt, nicht verborgen sein. | |
| 15 Wenn du dir eine Lampe für dein Zimmer besorgst und nachts anmachst, dann stellst du sie dir ja auch nicht unters Bett. Ganz im Gegenteil, du hängst sie oben irgendwo auf, damit es im ganzen Zimmer hell wird.                                                                                        | 15 Man zündet auch nicht ein Licht an und setzt es unter einen Scheffel, sondern auf einen Leuchter; so leuchtet es allen, die im Hause sind. | |
| 16 Genau so soll auch euer Licht für alle Menschen sichtbar sein. So wie ihr lebt und drauf seid, daran sollen sie euren Papa im Himmel erkennen und von ihm begeistert sein. | 16 So lasst euer Licht leuchten vor den Leuten, damit sie eure guten Werke sehen und euren Vater im Himmel preisen. | |
| Auslegungshinweis: Kühlschrank hält frisch, konserviert – Salz wurde damals überwiegend zu Konservierungszwecken genutzt. Andere Aspekte gehen bei der Übertragung auf den Kühlschrank hingegen verloren, z. B. Würzen (s. a. Mk 9,50), Schärfe/Brennen, ist lebensnotwendig, war damals sehr kostbar usw. | Auslegungshinweis: Kühlschrank hält frisch, konserviert – Salz wurde damals überwiegend zu Konservierungszwecken genutzt. Andere Aspekte gehen bei der Übertragung auf den Kühlschrank hingegen verloren, z. B. Würzen (s. a. Mk 9,50), Schärfe/Brennen, ist lebensnotwendig, war damals sehr kostbar usw. | Diese Textstelle wurde in der Ausgabe 2.0 durch eine Bearbeitung von Lesern im Volxbibel-Wiki in „Salz“ verändert, in der Fassung 3.0 wurden beide Möglichkeiten integriert. |

### Weitere Beispiele
- Das Gleichnis vom verlorenen Schaf (Lukas 15,4–7 EU), bei dem jemandem eines von hundert Schafen davonläuft, wird in der Volxbibel übersetzt als die Geschichte von der Katze, die verschwunden war, wo eines von zwanzig Kätzchen weggelaufen ist.
- Im Gleichnis vom verlorenen Sohn (Lukas 15,11–32 EU) verdingt sich der weggelaufene Sohn nach Verlust seiner Habe als Schweinehirte und möchte vor Hunger das Schweinefutter essen, aber sogar dies wird ihm verwehrt. In der Volxbibel wird dies so übersetzt, dass der weggelaufene Sohn als Toilettenmann bei McDonald’s arbeitet und vor Hunger die Abfälle der Restaurantbesucher essen möchte, aber sogar dies wird ihm verboten.
- Verschiedenes Essen wird vollkommen frei übersetzt. So ist z. B. in 1 Chr 16,3 EU die Rede von einem Laib Brot, einem Dattelkuchen und einen Rosinenkuchen, was die Leute mitbekamen. In der Volxbibel liest es sich so: „… bekam jeder Teilnehmer noch ne Tüte Chips, ein Paket Müsliriegel und einen Sechserpack Hanuta mit auf dem Weg.“

| Volxbibel AT Band 1 Version 1.0 | Lutherbibel 1984 |
| --- | --- |
| 2. Mose Kapitel 20, Verse 7–8 | |
| Die zehn Gesetze von Gott | Die zehn Gebote |
| 7 Du sollst vor meinem Namen Respekt haben! Du sollst ihn nicht verarschen, nicht damit rumspielen und ihn auch nicht für deine eigenen Sachen missbrauchen. Jeder, der so was tut, wird dafür bestraft werden.                                                                            | 7 Du sollst den Namen des HERRN, deines Gottes, nicht missbrauchen; denn der HERR wird den nicht ungestraft lassen, der seinen Namen missbraucht.                                                                              |
| 8 Sonntag ist der Tag, an dem ihr euch alle entspannen sollt. Dieser siebte Tag in der Woche ist ein ganz besonderer Tag, und der gehört allein Gott. | 8 Gedenke des Sabbattages, dass du ihn heiligest. |
| 2. Mose 33,18–19 | |
| Mose möchte was von Gottes oberkrasser Art sehen | Mose begehrt, des HERRN Herrlichkeit zu schauen |
| 18 „Bitte, Gott, ich möchte einmal ein bisschen mehr von dir sehen! Ich möchte mal deine ganz krasse Seite erleben!“, sagte Mose dann. | 18 Und Mose sprach: Lass mich deine Herrlichkeit sehen! |
| 19 „Gut, ich werde das tun. Ich komme bei dir vorbei, mit meiner ganz krassen Art, die echt hardcore und heftig ist. Dann werde ich dir auch meinen vollen Namen sagen. Ich tue das, weil ich das so will. Ich entscheide selbst, wen ich ganz besonders mag. Das ist allein meine Sache.“ | 19 Und er sprach: Ich will vor deinem Angesicht all meine Güte vorübergehen lassen und will vor dir kundtun den Namen des HERRN: Wem ich gnädig bin, dem bin ich gnädig, und wessen ich mich erbarme, dessen erbarme ich mich. |

## Rezeption

### Pro
Der Leitungskreis der Jesus Freaks befürwortet das Projekt. Zitat: „…wir sind nicht berufen, die Sprache zu retten, sondern Menschen. Wir können aber nur Menschen retten, die uns und Gottes Wort auch verstehen.“
Der ehemalige Vorsitzende der Deutschen Evangelischen Allianz, Präses Peter Strauch, wird in dem evangelischen Nachrichtenblatt IDEA zitiert. Seiner Ansicht nach wendet sich die Volxbibel ausschließlich einer bestimmten Zielgruppe zu. Das sei auch bei Kinderbibeln oder bei Übertragungen in eine Mundart der Fall. „Ich hätte ein Problem, wenn Menschen ein Leben lang keine andere Bibel als die Volxbibel benutzten“, sagte Strauch. Als evangelistisches Instrument halte er die Übertragung aber für akzeptabel.
Gerhard Sellin, Professor für Neues Testament an der Universität Hamburg, äußerte zur Volxbibel, dass sie inhaltlich weitestgehend korrekt sei.
Ähnlich positiv meldete sich auch Heinrich von Siebenthal von der FTH Gießen zu Wort. In einem Interview sagte er, einen Grund zur Aufregung sehe er nicht, da diese Bibel für eine ganz bestimmte Zielgruppe mit einem besonderen sprachlichen Code gedacht sei.
Christian Linker, Kölner Diözesanvorsitzender des Bundes der Deutschen Katholischen Jugend, urteilt in einem Interview für den WDR über die Volxbibel, sie sei auch theologisch sehr begrüßenswert. Zitat: „Das Evangelium hat auch etwas sehr diesseitiges. […] Wenn man das schafft mit Mitteln von Sprache deutlich zu machen, ist das auch theologisch sehr begrüßenswert.“.
Leipzigs ehemalige Stadtjugendpfarrerin Christiane Thiel äußerte in einem Interview für den MDR: „Wo soll das Problem sein? … Das Problem ist, dass viele Leute die Bibel nicht mehr lesen, weil ihre Sprache altmodisch ist … Es ist ein Versuch die Bibel eingängig zu machen, darum finde ich diesen Versuch legitim und erfreulich.“ Sie könne die Aufregung um die Volxbibel nicht nachvollziehen.
Papst Benedikt XVI. sprach sich zwar in einem Brief des Vatikanischen Staatssekretariats an Dreyer gegen eine Verwendung der Volxbibel in Liturgie und Katechese der katholischen Kirche aus, erkannte aber ausdrücklich Dreyers „Engagement für die Verbreitung der Frohen Botschaft Jesu Christi unter den Menschen von heute“ an.
Die Heilsarmee Deutschland widmete das Titelblatt ihres Magazins (Jahrgang 116, Nr. 12) der Volxbibel. Dort schreibt Captain Alfred Preuß: „Brauchen wir eine Volxbibel? Ich denke ja! Wir brauchen einen unverkrampften Umgang mit der Botschaft, die Gott den Menschen nahebringen möchte!“
Theologiedozent Werner Kahl, Studienleiter an der Missionsakademie der Universität Hamburg, schreibt in der Quartalszeitschrift Transparent (Duisburg), die Nachfrage nach der Volxbibel zeige, dass Dreyer den Nerv der Jugendlichen getroffen habe. Sein eigener Sohn finde die Übersetzung „echt geil“. Dreyer habe „die konkrete Lebensrelevanz biblischer Botschaften für Menschen der Gegenwart kommuniziert“. Die Kritiker der Volxbibel bezeichnet er als selbsternannte „Hüter der wahren biblischen Übersetzungstradition“. Kahl weist darauf hin, dass die Texte des Neuen Testaments als Gebrauchsliteratur für Menschen mit meist geringer Bildung verfasst worden seien.
Ursula Braun, Bezirksjugendreferentin vom Evangelischen Jugendwerk, urteilt: „Für Menschen, die keine christliche Sozialisation haben, ist die Volxbibel eine Chance“. Braun hält es für durchaus wichtig, „dass man auch mal grinsen kann, wenn man die Bibel liest. Das pustet den Staub von diesem Buch“.
Der überkonfessionelle Jugendverein für Randgruppen und Subkulturen Jesus-Gang e. V. erklärt die Volxbibel zu einem längst überfälligen Projekt. Es sei ein „Sprachschlüssel zu den Herzen der heutigen Jugend“.
Auf der Künstlermesse Promikon im März 2006 wurde Dreyer für die Volxbibel von einer ausgewählten Jury mit dem Award für „Initiative und Vision“ ausgezeichnet.
Für das Volxbibel-Wiki erhielt das Projekt 2010 den WebFish in Silber der Evangelischen Kirche in Deutschland (EKD).

### Kontra
Die 31 Filialen der Christlichen Bücherstuben GmbH (Dillenburg), die zur Brüderbewegung gehören, verkaufen die Volxbibel nicht. In einem Informationsblatt heißt es zur Begründung, dieses „Machwerk“ rede „unflätig und ungebührlich“ von Gott. Die Kunden werden gebeten, vom Kauf und von der Verbreitung der Volxbibel abzusehen und anderen vom Erwerb abzuraten.
Aus Teilen des Arbeitskreises für evangelikale Theologie (AfeT) und aus dem Arbeitskreis bibeltreuer Publizisten (AbP) kam ebenso heftiger Widerspruch. Mitglieder des AfeT schrieben in einer Stellungnahme: „Diese gotteslästerliche ‚Bibel‘ entspricht in keiner Weise dem, was von der Schrift als Orientierung für Christen und Nichtchristen zu erwarten ist“.
Auf Nachfrage erklärten das Katholische Bibelwerk und die evangelische Deutsche Bibelgesellschaft, dass sie dieses Projekt nicht gutheißen könnten. Es sei offensichtlich einer der Versuche, „die Bibel, koste es, was es wolle, modern zu machen“, hieß es beim Bibelwerk.
Der Verlag Christliche Literatur-Verbreitung (CLV) distanzierte sich in seiner Zeitschrift fest & treu von dem Projekt: „Eine Bibel, an der jeder mitschreiben kann, ist eine respektlose Verfälschung des Wortes Gottes und stellt die vermeintlichen Bedürfnisse einer Gruppe von Menschen in den Mittelpunkt und über die Autorität Gottes.“ Eine derart verfremdete, profanierte Bibel sei kein Zeugnis der Wertschätzung und des Respekts vor dem Autor der Heiligen Schrift, sondern folge dem Grundsatz „Der Zweck heiligt die Mittel“, schreibt CLV.
Ebenso riet die Christliche Schriftenverbreitung Hückeswagen in ihrer Zeitschrift Folge mir nach (Heft 2/2006) vom Lesen und Verbreiten der Volxbibel ab, „um sich selbst und anderen den Blick auf das unverfälschte Wort Gottes zu erhalten“.
Der ERF Schweiz distanzierte sich offiziell von der Volxbibel, weil er sich aufgrund der Meinung, er gehöre mit zu den Produzenten der Volxbibel, wiederholt mit heftigen Vorwürfen konfrontiert sah. Er verstehe das Anliegen des Autors Martin Dreyer, lehne aber die Volxbibel als Gesamtwerk einer neuen Bibel ab. Der ERF Schweiz spricht in dem Zusammenhang von einer „sprachlichen Verluderung“. „Wir legen […] Wert darauf, dass der ERF Schweiz mit der Volxbibel nichts zu tun hat.“
Die „Apostolische Pfingstgemeinde International (Leipzig)“ ruft auf ihrer Website dazu auf, die Volxbibel nicht zu kaufen und auch die Verlage und Händler zu boykottieren, die diese Bibel vertreiben. In ihrer Stellungnahme heißt es unter anderem: „Aus einem inspirierten, geläuterten, bewährten Wort Gottes ist ein Menschenwort mit Ausdrücken geworden, die alles andere als geläutert sind.“ Dieses Buch sei in einem „Deutsch“ geschrieben, das der Bibel weder angemessen sei noch die nötige Ehrerbietung gegenüber Gottes Wort auch nur im Ansatz erkennen lasse, schreibt die Apostolische Pfingstgemeinde.
Der „ESRA Schriftendienst“ des Textus-receptus-Verfechters Rudolf Ebertshäuser kritisierte die Volxbibel als „das Werk eines irreführenden Geistes aus dem Abgrund“ und schreibt, dass „diese lästerliche gefälschte Bibel einen anderen Jesus bezeugt als den, der sich in der echten Bibel offenbart hat (2 Kor 11,4 ).“ Mit einem Boykottaufruf gegen den Verlag und einer Unterschriftensammlung (s. u.) solle man sich „gegen die Verbreitung dieses gotteslästerlichen Werkes durch die Stiftung Christliche Medien und den Buchhandel“ wenden.
Der Referent für Theologie, Bildung und Jugendsoziologie der Arbeitsgemeinschaft der Evangelischen Jugend (aej), Michael Freitag, übte scharfe Kritik an der „Volxbibel“. Sie sei „leider ein ziemlich gruseliges und peinliches Elaborat – sprachlich, theologisch und geistlich“. Es gebe kaum eine Seite dieser Bibel, „die nicht Elemente einer hingerotzten Gossensprache enthielte, mit oft geschmackloser Wortwahl“. Die Volxbibel nehme Jugendliche nicht wirklich ernst. Sie habe phasenweise den Charakter einer „Denunziation von Jugendlichen als ziemlich blöde und intelligenzfrei“. Die Arbeitsgemeinschaft der Evangelischen Jugend ist Kooperationspartner für die neue Bibelübersetzung BasisBibel, die in Konkurrenz zur Volxbibel ebenfalls Jugendliche ansprechen soll.

## Ausgaben
- Die Volxbibel – Neues Testament, Volxbibel-Verlag, Holzgerlingen 2005, ISBN 3-9810656-0-3
- Die Volxbibel – Das Anwenderhandbuch, Volxbibel-Verlag, Holzgerlingen 2006, ISBN 3-9810656-1-1
- Die Volxbibel – Johannes-Evangelium , Volxbibel-Verlag, Holzgerlingen 2006, ISBN 3-9810656-4-6
- Die Volxbibel [Tonträger] : das Hörbuch , Volxbibel-Verlag, Holzgerlingen 2006, ISBN 3-9810656-2-X
- Die Volxbibel 2.0 – Neues Testament, Volxbibel-Verlag, Holzgerlingen 2007, ISBN 3-9810656-3-8
- Die Volxbibel 3.0 – Neues Testament, Volxbibel-Verlag, Holzgerlingen 2008, ISBN 978-3-940041-00-5
- Die Volxbibel 3.0 – Neues Testament, Sonderausgabe „Dornenkrone“, Volxbibel-Verlag, Holzgerlingen 2008, ISBN 978-3-940041-02-9
- Die Volxbibel 3.0 – Neues Testament, Sonderausgabe „Ornamente“, Volxbibel-Verlag, Holzgerlingen 2008, ISBN 978-3-940041-01-2
- Die Volxbibel 3.0 – Neues Testament, Pattloch Verlag, München 2008, ISBN 978-3-629-01103-9
- Die Volxbibel 3.0 Reloaded – Neues Testament, Volxbibel-Verlag, Verlag 2009, ISBN 978-3-940041-08-1
- Die Volxbibel 3.0 Reloaded – Neues Testament, Pattloch Verlag, München 2009, ISBN 3-629-01103-9
- Die Volxbibel 4.0 – Neues Testament, Volxbibel-Verlag, Holzgerlingen 2013, ISBN 978-3-940041-17-3
- Die Volxbibel – Altes Testament Band 1, Pattloch Verlag, München 2009, ISBN 978-3-629-01101-5
- Die Volxbibel – Altes Testament Band 1, Volxbibel-Verlag, Holzgerlingen 2009, ISBN 978-3-940041-05-0
- Die Volxbibel – Altes Testament Band 1, Volxbibel-Verlag, Holzgerlingen 2009, ISBN 978-3-940041-03-6 (Motiv Splash)
- Die Volxbibel – Altes Testament Band 2, Pattloch Verlag, München 2010, ISBN 978-3-629-01102-2
- Die Volxbibel – Altes Testament Band 2, Volxbibel-Verlag, Holzgerlingen 2009, ISBN 978-3-940041-07-4
- Die Volxbibel – Altes Testament Band 2, Volxbibel-Verlag, Holzgerlingen 2009, ISBN 978-3-940041-04-3 (Motiv Splash)
- Die Volxbibel – Altes und Neues Testament, Pattloch Verlag, München 2014 [AT], Volxbibel-Verlag im SCM-Verlag Witten 2014 [NT], ISBN 978-3-940041-20-3 (Motiv Dornenkrone)

### Allgemein
- Volxbibel Version 20.X
- Volxbibel-Wiki (offenes Wiki: Jeder angemeldete Nutzer kann sich am Übersetzungsprozess sofort beteiligen)
- Volxbibel-Blog Aktuelle Informationen
- Twitter Offizieller Twitter-Account

### Pro
- Stellungnahme von Carsten „Storch“ Schmelzer, einem leitenden Mitglied der Jesus Freaks.

### Kontra
- Kritik des Verlags CLV – Christliche Literatur-Verbreitung (Memento vom 1. Oktober 2007 im Internet Archive), Bielefeld (Zeitschrift „fest & treu“; PDF; 551 kB)
- Topic 5/2006: Christen rufen zum Widerstand gegen die lästerliche Volx-„Bibel“ auf (Memento vom 22. Juli 2010 im Internet Archive) Abgerufen: 23. Juli 2007
- Kritik und Unterschriftensammlung (rtf-Dokument) des „ESRA-Schriftendienst“ von Rudolf Ebertshäuser

### Pressestimmen
- Hermann Unterstöger: Krasse Geschichte. Voll verständnisvoll: Eine neue Bibel-Übersetzung versucht sich im Jargon der Jugend. In: Süddeutsche Zeitung, 3. März 2006
- Jens Schröter: Die Volxbibel – ein fettes Comeback für Jesus. In: Die Welt, 31. Oktober 2007
- Patrick Bauer: Voll die Bibel. Eine neue Übersetzung der Heiligen Schrift ist »krass anders«. In: Neon, 8. April 2006
- Heike Vowinkel: Wenn Jesus mit Gott labert und brüllt: „Hör auf mit dem Mist!“ Aufregung um eine Bibel in Jugendsprache. In: Welt am Sonntag, 12. Februar 2006
- Philipp Gessler: „Jesus’ fettes Comeback“. In: Die Tageszeitung, 19. Januar 2006
- Harald Jähner: Jugendbibel. Voll die Ranschmeiße. In: Berliner Zeitung, 13. Dezember 2005
- Philip Volkmann-Schluck: Bibel in Jugendsprache – Kirchenkreise üben Kritik. In: Hamburger Abendblatt, 17. Dezember 2005
- Sven Lachhein: Jesus’ „fettes Comeback“. Von der Volxküche zur Volxbibel: Am Anfang war das Wort – jetzt ist es am Ende. In: Junge Freiheit, 2. Juni 2006